# Thunder in My Heart
Thunder In My Heart är en EP av Moneybrother, utgiven 18 februari 2002 på skivbolaget Startracks. Den producerades av Jari Haapalainen.

## Låtlista
1. "Surrender, Reminiscing (I'm Still Wanting You)" – 4:07
2. "It Might as Well Be Winter All Year Long" – 4:18
3. "The Pressure" – 3:17
4. "Thunder in My Heart" – 4:35